# Margaret Taylor
Margaret Taylor (Calvert County, Maryland, SAD, 21. rujna 1788. – Pascagoula, Mississippi,  14. kolovoza 1852.), bila je supruga 12. američkog predsjednika Zacharyja Taylora. U Bijeloj kući bila je kao Prva dama od 4. ožujka 1849. do 9. srpnja 1850.